# Drażetka
Drażetka – tabletka powleczona otoczką cukrową (najczęściej sacharozą). Otoczka drażetki stanowi od 30% do 80% jej masy.
Drażetka jest pierwszą postacią tabletki powlekanej wprowadzoną do lecznictwa – miało to miejsce w 1891 roku. 

## Cel powlekania
- zabezpieczenie substancji leczniczej przed czynnikami atmosferycznymi (tlen, dwutlenek węgla, światło, wilgoć)
- zamaskowanie przykrego smaku
- ułatwienie połknięcia
- nadanie estetycznego wyglądu
- zapobieganie pomyłkom przy różnych stężeniach tego samego leku.

## Otrzymywanie
Najczęściej stosowaną metodą jest drażowanie na mokro. Składa się ona z czterech etapów:
- gruntowanie – zwiększenie wytrzymałości mechanicznej rdzenia, zabezpieczenie przed wnikaniem wilgoci w procesie powlekania. Najczęściej polega na pokryciu rdzenia warstwą odpowiedniej substancji (poliwinylopirolidonu, etylocelulozy, octanoftalanu celulozy, talku) związanej mieszaniną syropu i kleiku żelatynowego.
- właściwe powlekanie – pokrycie rdzenia zasadniczą otoczką i zabarwienie
- wygładzanie i dalsze barwienie – wyrównanie nierówności powstałych przy nanoszeniu substancji stałych na powierzchnię rdzenia. Polega na zwilżeniu rdzenia barwionym syropem cukrowym, który zwiększa higroskopijność powierzchni, zapobiegając wysychaniu nakładanych warstw.
- polerowanie – pokrycie drażetki cienką warstwą wosku, chroniącą powłoczkę przed wilgocią i nadającą odpowiedni połysk.